# راسلمينيا 5
راسلمينيا 5 هو المهرجان الخامس الذي يقدمة اتحاد الدبليو دبليو أي عرض في 2 أبريل 1989 في ساحة ترامب بلازا في مدينة نيو جيرسي الأمريكية.

## روابط خارجية
- راسلمينيا 5 على موقع IMDb (الإنجليزية)
- راسلمينيا 5 على موقع قاعدة بيانات الفيلم (الإنجليزية)
- راسلمينيا 5 على موقع كينوبويسك (الروسية)

- The Official Website of WrestleMania V